# Каннингем, Стейси
Стейси Каннингем (англ. Stacey Cunningham) — финансист, 67-й президент Нью-Йоркской фондовой биржи (NYSE); первая женщина-президент за всю историю существования биржи (с 1792 года).

## Биография
Обучалась в Лихайском университете, который окончила в 1996 году со степенью бакалавра в области промышленной инженерии.
В 1994 году, будучи ещё студентом университета, Стейси прошла летнюю стажировку в NYSE. Два года спустя она начала работать на бирже в качестве клерка торгового зала. Затем она работала специалистом в банке Bank of America.
В 2005 году, разочаровавшись в Нью-Йоркской бирже из-за недостаточного технологического развития, она поступила в Институт кулинарного образования (англ. Institute of Culinary Education) в Нью-Йорке и некоторое время работала поваром в ныне закрытом ресторане Ouest.
С 2007 по 2011 год Каннингем работала на фондовой бирже Nasdaq — сначала в должности директора по рынкам капитала, а затем — в качестве руководителя отдела продаж американских транзакционных услуг (англ. U. S. transaction services). В 2012 году она вернулась на биржу NYSE, где стала в 2015 году главным операционным директором биржи.
22 мая 2018 года Стейси Каннингем, которой 43 года, была назначена президентом Нью-Йоркской фондовой биржи, сменив на этом посту Томаса Фарли.